# Материнка турецька
Материнка турецька або Орегано турецьке (лат. Origanum onites) (англ. Greek oregano, англ. pot marjoram або англ. Ellinikí rίgani , грец. Ελληνική ρίγανη) — багаторічна рослина роду материнка родини глухокропивових.

## Поширення
У дикому вигляді росте у Туреччині, Греції та на Сицилія. Аромат подібний до орегано.

## Хімічний склад
Рослина містить тимол, карвакрол та цедрол. Турецьке орегано має протимікробні властивості.